# Deltote minutipuncta
Deltote minutipuncta is een vlinder uit de familie van de uilen (Noctuidae). De wetenschappelijke naam van deze soort is voor het eerst voorgesteld als Lithacodia minutipuncta door Emilio Berio in een publicatie uit 1973.
De soort komt voor in Myanmar.